# 卡西莫·斑比
卡西莫·斑比（義大利語： Cosimo Bambi，1980年9月21日—）是一位意大利相对论和宇宙学學者，现任中国上海复旦大学物理学教授。 

## 生平
于2003年獲得佛罗伦萨大学學士学位，2007年獲得费拉拉大学博士学位。後來卡西莫·斑比又前往韦恩州立大学、东京大学和慕尼黑大学研究相應學科。 2012年底，卡西莫·斑比通過海外高层次人才引进计划加入复旦大学物理系。2016年，卡西莫·斑比成為復旦大學谢希德特聘青年教授教授。2018年获得上海市白玉兰纪念奖。在中國期間，卡西莫·斑比參與編寫了中文天体物理学教材《粒子宇宙学导论》。